# Humberto Mendoza Bañados
Humberto Mendoza Bañados (Valparaíso, 12 de diciembre de 1903-¿?) fue un ingeniero agrónomo, diplomático y político chileno, de tendencia trotskista. Se desempeñó como ministro de Agricultura de su país, durante los últimos meses del gobierno del presidente Juan Antonio Ríos en 1946 y las siguientes vicepresidencias de Alfredo Duhalde Vásquez y Vicente Merino Bielich.

## Familia y estudios
Nació en Valparaíso el 12 de diciembre de 1903, hijo de Oscar Mendoza y Tulia Bañados. Realizó sus estudios primarios en el Seminario de San Rafael de la comuna de Viña del Mar y los secundarios en la Escuela de Ingenieros de la Armada, desde donde pasó al Instituto Agronómico de la Universidad de Chile, titulándose como ingeniero agrónomo. Posteriormente, cursó por dos años la carrera de derecho en la misma casa de estudios.
Se casó con Haydée Rojas, con quien tuvo seis hijos: Miriam, Jorge, Sergio, Maribel, Oscar y Estela.

## Carrera política
Aunque, mientras era estudiante, no tuvo ninguna militancia política, durante la segunda parte de la década de 1920 ingresó al Partido Comunista de Chile (PCCh). En 1929 fue expulsado de la colectividad debido a sus tendencias radicales y trotskistas, fundando junto a otros exmilitantes el partido Izquierda Comunista en 1931. Luego, fue parte de una fracción que abandonó esa organización y se incorporó al Partido Socialista de Chile (PS) en 1936. En el PS, fue jefe del Departamento Internacional y miembro del Comité Central, transformándose en uno de sus "teóricos políticos". En esa época, y producto de la crisis económica, trabajó para la Empresa de Agua Potable revisando medidores, así como también, fue ingeniero mecánico de la Armada de Chile.
Llegó por primera vez a administración pública en 1939, al ser nombrado por el presidente radical Pedro Aguirre Cerda, como director de la Dirección de Estadísticas y Control de la Caja de Colonización Agrícola. Al año siguiente, apoyó una precandidatura presidencial del socialista Oscar Schnake, que finalmente no se concretó.
El 3 de febrero de 1946, fue nombrado por el presidente Juan Antonio Ríos como ministro de Agricultura, ostentando el cargo hasta la muerte de este el 27 de junio de ese año, y manteniéndose en las vicepresidencias de Alfredo Duhalde Vásquez y Vicente Merino Bielich. Bajo el gobierno del presidente Gabriel González Videla en 1948, fue nombrado como cónsul en Chicago, Estados Unidos. En la segunda presidencia de Carlos Ibáñez del Campo continuó cumpliendo funciones diplomáticas, siendo designado como cónsul general en Panamá. En 1959 asumió el mismo cargo en Honduras, con ocasión de la administración de Jorge Alessandri. Terminó sus actividades como diplomático ejerciendo dichas funciones en Paraguay y regresando a Chile en 1967, falleciendo a los seis meses de haber regresado al país.
Entre otras de sus actividades había dirigido la revista Rodó, de Santiago y fue autor de numerosos artículos y trabajos de investigación. También, colaboró en las revistas Repertorio Americano de Costa Rica y Cuba Contemporánea, de La Habana.

## Obras escritas
Fue autor de las siguientes obras:
- ¿Y ahora? El socialismo móvil de postguerra.[nota 1] (1942).
- Socialismo, camino de la libertad (1945).
- El marxismo en América Latina. Antología desde 1909: Una crítica de izquierda al Frente Popular chileno (1950).